# Дуден водопади
Дуден водопади (тур. Düden Şelalesi) су група водопада у провинцији Анталија, Турска. Водопади се налазе 12km североисточно од Анталије. Завршавају се тамо где се воде водопада Доњег Дудена спуштају са стеновите литице директно у Средоземно море. Група водопада Дуден састоји се од двe групе водопада, водопада Горњег Дудена и водопада Доњег Дудена.